# Le Pouzin

Le Pouzin este o comună în departamentul Ardèche din sud-estul Franței. În 1 ianuarie 2022 avea o populație de 2.893 de locuitori.